# Ефимов, Леонид Георгиевич
Леонид Георгиевич Ефимов (25 июля [6 августа] 1890, Ярославль — 1985, Ярославль) — русский лётчик Первой мировой и Гражданской войн. Кавалер Георгиевских крестов всех четырёх степеней и офицерского ордена Святого Георгия.

## Биография
Родился 25 июля (6 августа) 1890 года в Ярославле в семье с десятью детьми. Отец работал составителем поездов на железной дороге. Закончил три класса в Ярославском народном училище.
В 1911 году призван на срочную службу в 6-й Сибирский сапёрный батальон и направлен в моторно-механический класс Сибирского воздухоплавательного батальона для обучения на авиационного механика. С 15 ноября 1912 года по сентябрь 1913 года в числе шести «нижних чинов» учился летать в Офицерской школе авиации Отдела воздушного флота.
Лётчик Первой мировой войны. С 9 сентября 1913 года в 5-м Сибирском корпусном авиационном отряде. С 16 ноября 1914 года во 2-й авиационной роте. С декабря 1914 года в 13-м корпусном авиационном отряде. С 28 октября 1915 года по 11 марта 1916 года обучался на самолётах истребительного типа в Севастопольской военной авиационной школе. 11 марта 1916 года в 13-м корпусном авиационном отряде. С 16 июля 1916 года в 5-м авиационном отряде истребителей. С 29 апреля 1917 года в 13-м корпусном авиационном отряде. 25 апреля 1917 года за боевые отличия произведён в прапорщики. Кавалер Георгиевских крестов всех четырёх степеней и офицерского ордена Святого Георгия.
Осенью 1917 года попал в немецкий плен и девять месяцев пробыл в лагере для военнопленных в Прейсиш-Холланде. Вернувшись из плена вступил в Вооружённые силы Юга России. С 19 января 1919 года младший механик 2-го авиационного парка, затем летчик 2-го авиационного отряда. 1 апреля 1919 года исключён из списков отряда как не вернувшийся по эвакуации Одессы.
1 июля 1919 года мобилизован в Красную Армию. В 1919—1922 годах военный лётчик 23-го авиационного отряда РККВФ. Воевал на Южном фронте (1919—1920), против отрядов Махно и поляков (1920—1921),
В 1921 году был ранен. С 1 сентября 1922 года военный летчик 8-го авиационного отряда Уральского военного округа. В 1923—1924 годах в составе 8-го авиационного отряда истребителей сражался на Туркестанском фронте против басмачей. Награждён золотыми и серебряными часами. С 1924 года на преподавательской работе: лётчик-инструктор Московской авиационной школы, потом 1-й высшей авиашколы. 15 февраля 1926 года уволен со службы «по собственному желанию».
Вернулся в Ярославль и до конца жизни оставался простым рабочим: слесарем на 4-м лесозаводе Ярославской железной дороги и слесарем нефтесклада (1926), мотористом пожарного гаража нефтесклада (1927—1930), мотористом пожарного гаража Лесозавода им. А. В. Суворова (1930—1941), мотористом на механическом заводе (1941—1947), машинистом нефтеперекачки на станции Всполье (1947—?). Был приписан авиационным техником в 25-м авиационном парке (1930), 27-м авиационном парке в Тамбове (1931), 2-й лётной школе Борисоглебска (1934), 23-м авиационном батальоне (1936); с 1938 год капитан запаса. Семьи не завёл и жил с сестрой.
Умер в 1985 году. Сохранился его дом в Ярославле (Красный Перекоп, улица 2-я Рабочая, 80), построенный им собственноручно в 1926 году.

## Награды
- Георгиевские кресты
  - 4-й степени № 182647
  - 3-й степени № 38419. Приказом по 1-й армии № 665 от 26.03.1915 г. «за то, что 5, 6 и 7 января 1915 г., летая с офицером-наблюдателем, проводил глубокую разведку расположения противника в районе Илов-Рушки-Млодзешин и давал всегда точные и определённые сведения».
  - 2-й степени
  - 1-й степени № 11710. Приказом по 5-й армии № 665 от 04.07.1916 г. «за то, что с 15-го марта 1916 г. совершил 8 воздушных разведок, 3 фотографирования неприятельских позиций и 4 бомбометания. Все полёты выполнены были под действительным огнём неприятельских батарей, причём аппарат много раз получал пробоины. Несмотря на явную опасность, всегда спокойно управлял аппаратом, выполнял возложенные на него задачи и доставлял важные о противнике сведения. 4-го апреля, встретив немецкий „Альбатрос“, пулемётным огнём заставил его повернуть обратно, и преследовал его, снижаясь до 900 метров, пока не был встречен огнём неприятельских батарей и получил пробоины. 13-го апреля, также встретив огнём немецкий „Альбатрос“, заставил его спланировать к своим. Также 11 апреля, под сильным и действительным огнём батарей противника, вместе с другим аппаратом 13-го отряда, сбросил бомбы в склады на стан. Еловка. Склады были зажжены и горели два дня».
- Орден Святого Георгия 4-й степени[1]. Приказом по 5-й армии № 899 от 10.10.1917 г. «за то, что 19-го августа 1917 г., в районе Ново-Александровского шоссе вступил в единоборство с неприятельским самолётом и, сблизившись на 50—70 метров дистанции, несмотря на повреждения собственного аппарата, пулемётным огнём настолько повредил немецкий аппарат, что последний вынужден был спуститься в нашем расположении, причём были взяты в плен 2 неприятельских лётчика и аппарат со всем вооружением и снаряжением».
- Золотые часы — в годы Гражданской войны.
- Серебряные часы «за пятилетнюю службу в ВВС РККА» — 1924 год.

Георгиевские награды и фотография были проданы на аукционе в 2008 году за 4,5 млн рублей .